# Neue Zeit (Düren)
Die Neue Zeit erschien von 1920 bis 1933. Sie wurde in Düren als sozialdemokratische Tageszeitung im Regierungsbezirk Aachen herausgegeben. Sie wurde beim Stadt- und Kreisarchiv Düren archiviert.

## Ausrichtung
Gegründet von dem Buchdrucker Josef Radermacher im Dezember 1920. Als Tageszeitung dokumentierte die Zeitung die Aktivitäten der Sozialdemokraten im Raum Düren während der Weimarer Republik. Nach der Machtergreifung Hitlers wurde die Zeitung am 31. März 1933 verboten.

## Redaktion und Verlag
Verantwortlich für den gesamten Inhalt der Zeitung war 1920 der SPD-Stadtverordnete Josef Radermacher (1882–1948). Die Geschäftsstelle der Neue Zeit befand sich 1921 in Düren, Eisenbahnstraße 25. Der gelernte Buchdrucker Josef Rademacher war 1931 Chefredakteur der sozialdemokratischen Tageszeitung Neue Presse in Krefeld.
Die Zeitung erschien bei Radermacher & Co. GmbH, Verlag Neue Zeit, Düren, Kölnstr. 18a.